# Joan Canadell i Bruguera
Joan Canadell i Bruguera (Barcelona, 9 de setembre de 1967) és un enginyer industrial, empresari i polític català, diputat al Parlament de Catalunya i expresident de la Cambra de Barcelona.

## Trajectòria
És enginyer industrial d'organització i màster en màrqueting i distribució comercial per la Universitat Politècnica de Catalunya. Programa de Desenvolupament Directiu a l'Institut d'Estudis Superiors de l'Empresa. Fou directiu de multinacional durant 12 anys i gerent d'una empresa del sector de l'embalatge durant 6 anys. Fou consultor d'estratègia i innovació per a petites i mitjanes empreses. Fundador i soci de Petrolis Independents. Cofundador del Cercle Català de Negocis, en fou secretari general entre els anys 2008 i 2013 i secretari general entre 2013 i 2015.
En 2019 va ser elegit president de la Cambra de Comerç de Barcelona, en unes eleccions en les quals va votar un 3% de les empreses amb dret a vot, aconseguint 31 de les 40 vocalies que s'escullen per sufragi. Amb anterioritat Canadell havia fet crida a un boicot a empreses que ell considera oposades a l'independentisme, com El Corte Inglés, CaixaBank, Banco Sabadell, Endesa, Naturgy, Repsol o el diari La Vanguardia.
El juny de 2020 va dir a El País que es plantejava la possibilitat d'entrar en política en qualsevol posició, si hi havia unitat independentista, expressant també la seva intenció d'acabar la seva tasca a la Cambra de Comerç, fins al 2021-2023. El 14 de desembre de 2020, va ser triat com el segon candidat de Junts per Catalunya a Barcelona cara a eleccions al Parlament de Catalunya de 2021, només per darrere de Laura Borràs.
El 2024 es presentà a les eleccions al Parlament de Catalunya en 17a posició a la llista per Barcelona de Junts per Catalunya, esdevenint diputat.
Des de l'octubre de 2024 és vocal d’Empresa i Treball del seu partit.

## Obres
- Les raons econòmiques de la independència, 2010. ISBN 9788461442591
- Catalunya: estat propi, estat ric, 2012. ISBN 9788483306987
- Potencial d'estat, 2015. ISBN 9788494101953